# خالد الضبع
خالد الضبع لاعب كرة قدم مصري معتزل في مركز حراسة المرمى ، لعب ناديي غزل المحلة والأهلي ، وقد تسبب في خسارة فريقه في أول مباراة يلعبها بالقمة وكانت في الدور الثاني موسم 1991–1992 ؛ حيث أخطأ خطأ تسبب في خسارة الأهلي 1-0 ؛ ليسقط اسمه من القائمة بنهاية الموسم الكروي..